# Vranovice (Vranovice-Kelčice)

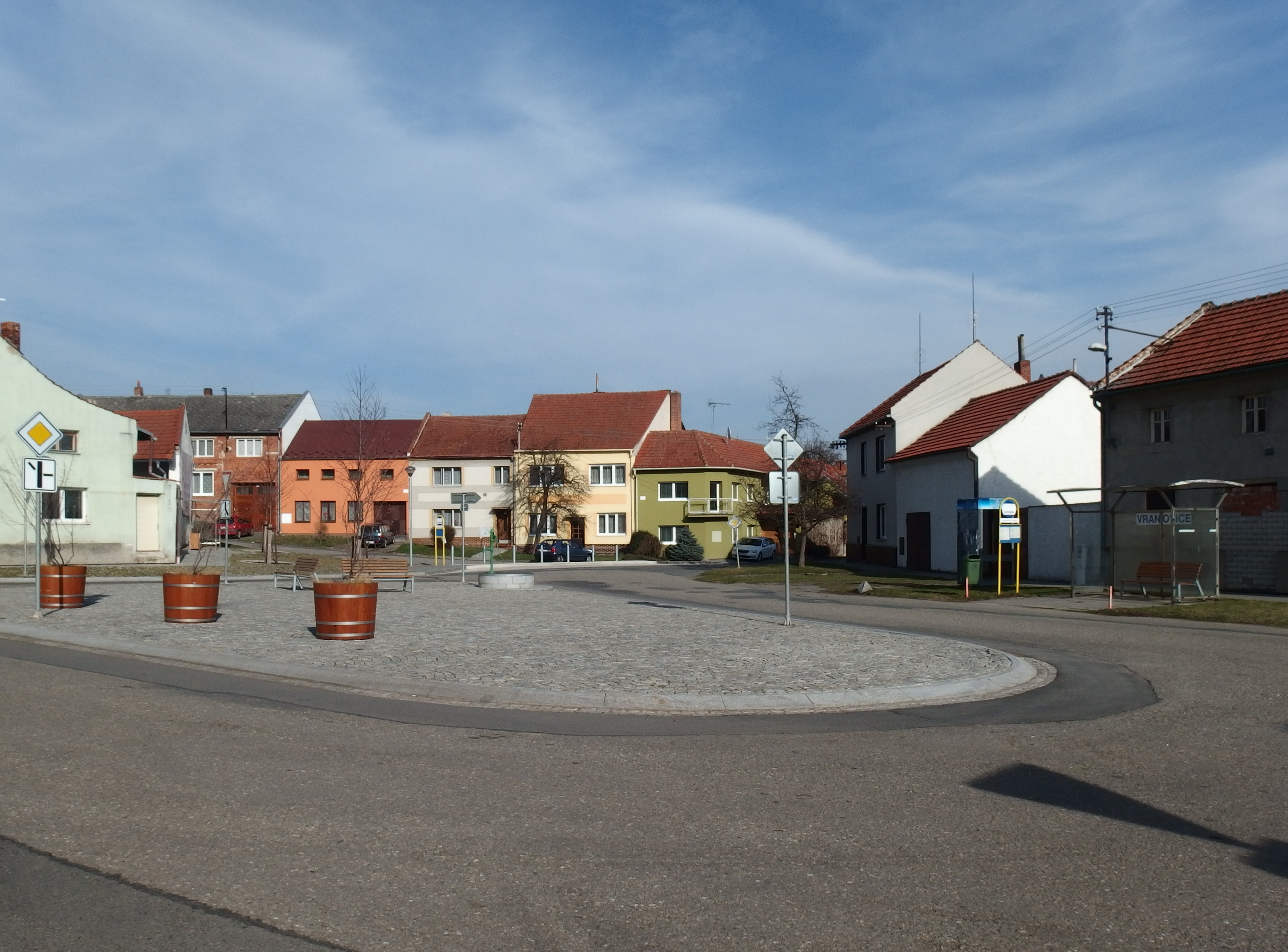
Dorfplatz

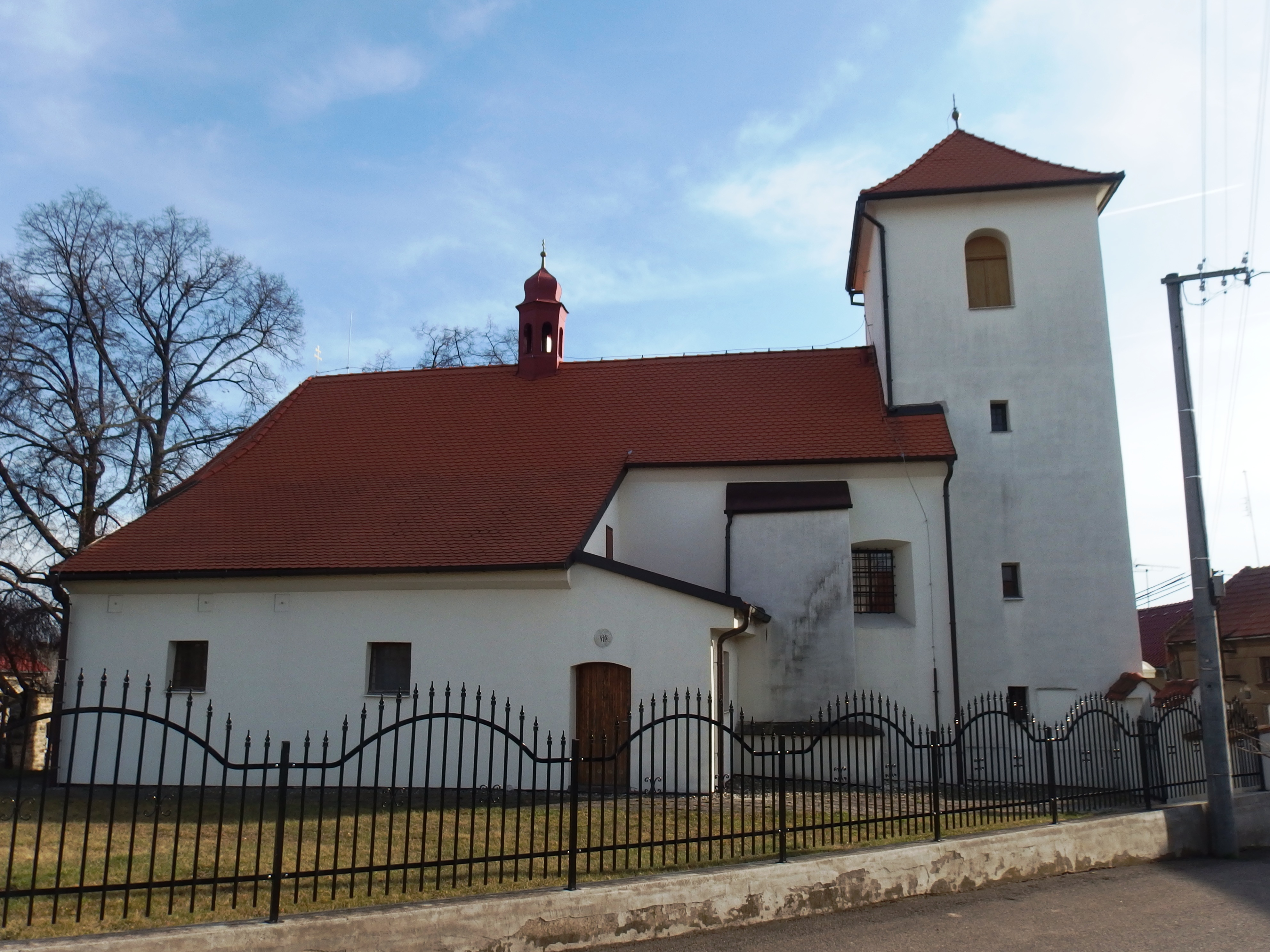
Kirche der hl. Kunigunde

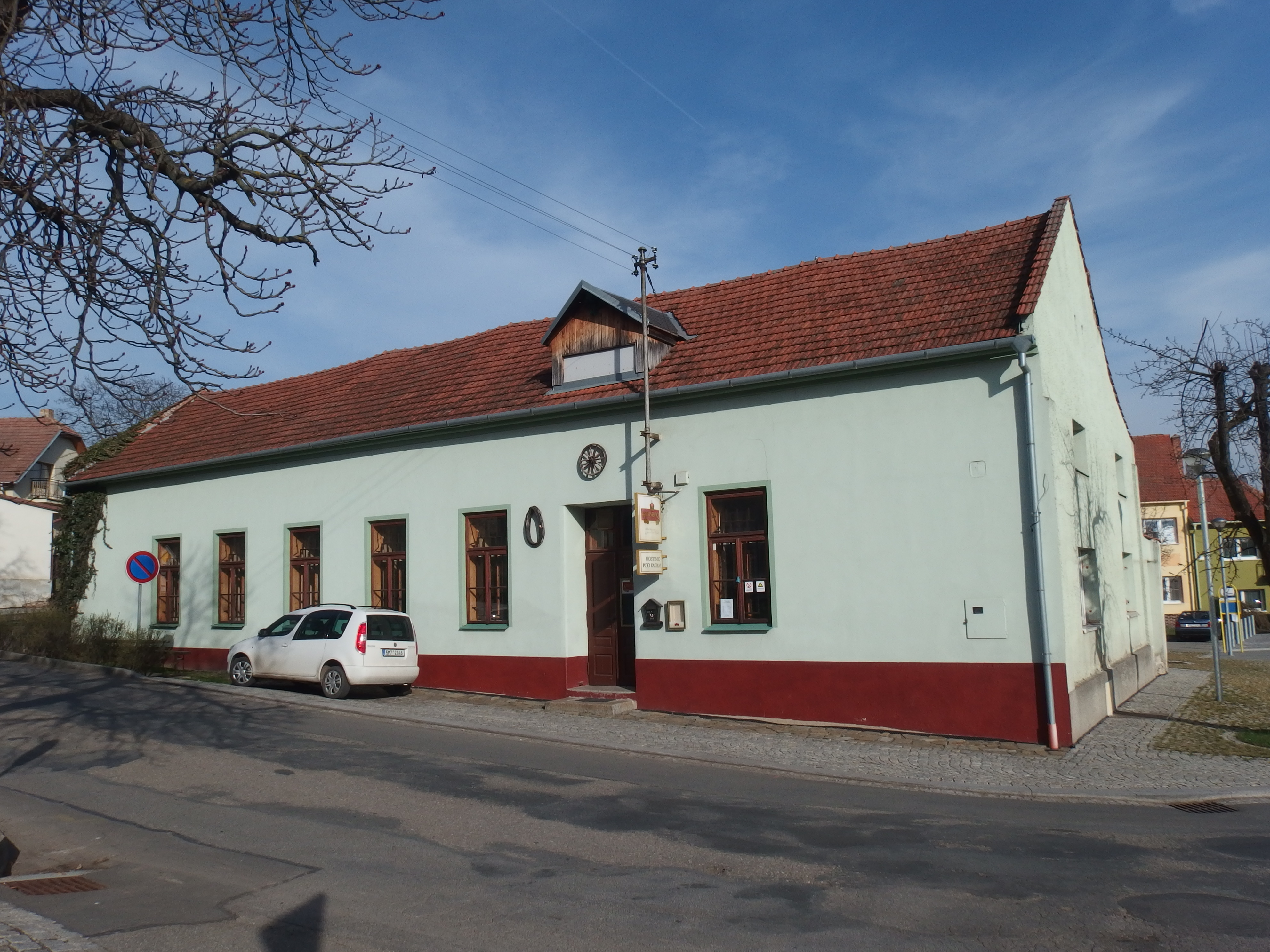
Wirtshaus Pod kaštany

Vranovice (deutsch Wranowitz) ist ein Ortsteil der Gemeinde Vranovice-Kelčice in Tschechien. Er liegt acht Kilometer südlich von Prostějov und gehört zum Okres Prostějov.

## Geographie
Das Breitangerdorf Vranovice befindet sich linksseitig des Baches Kelčický potok in der Obermährischen Senke (Hornomoravský úval). Am östlichen Ortsrand verläuft die Autobahn D 46. Im Südosten erhebt sich die Předina (313 m. n.m.), südwestlich die Záhorčí (314 m. n.m.).
Nachbarorte sind Žešov im Norden, Výšovice im Nordosten, Kelčice im Osten, Dobrochov und Brodek u Prostějova im Süden, Otaslavice im Südwesten, Vincencov im Westen sowie Plániva und Dětkovice im Nordwesten.

## Geschichte
Archäologische Funde belegen eine Besiedlung der Gemarkung seit der Steinzeit.
Im Jahre 1278 findet Důň von Vranovice eine Erwähnung; ob er mit dem Dorf in Verbindung stand, ist nicht feststellbar. Die älteste gesicherte Nachweis des Ortes stammt aus dem Jahre 1337, als Filip von Vranovice seine dasigen Güter an Ondřej und Soběhrd von Otaslavice verkaufte. Im Jahre 1348 gehörte das Dorf anteilig dem Lambert von Raic, der auch einen Teil von Dobrochov hielt, sowie der Sbinka von Schwabenitz und deren Brüdern Benedikt und Tobias Schischma von Tralek. 1376 kaufte Johann Puška von Kunstadt zusammen mit Dobrochov auch einen Anteil von Vranovice und schlug diesen seiner Burg Otaslavice zu. Die älteste Nachricht über die Kirche stammt von 1399.
Peter von Krawarn schenkte der Probstei Proßnitz 1405 einen aus vier Lahn, einer Schänke, einem Bad und vier Gehöften bestehenden Teil des Dorfes mit Ausschluss des Pfarrpatronats. Dies ist zugleich die erste Erwähnung einer Pfarrei in Vranovice.  Im gleichen Jahr verkaufte Johann Puška von Kunstadt seinen, aus einem Hof mit zwei Lahn und Gehöften bestehenden Anteil von Vranovice dem Johann von Wranowic. Heralt Puška von Kunstadt verschrieb 1418 seiner Frau Katharina Einkünfte auf seine Besitzungen in Dobrochov sowie auf neun Lahn, vier Gehöfte und eine Schänke in Vranovice. Dieser Anteil von Vranovice blieb danach mit Dobrochov verbunden und wurde 1512 durch Ladislav von Boskowitz an den Besitzer des Gutes Dietkowic, Johann Certorejsky von Certorej, verkauft.
Der örtlichen Überlieferung nach wurde das Dorf während der Hussitenkriege von den Aufständischen geplündert; wahrscheinlich erlosch auf die Pfarrei in dieser Zeit. Im Jahre 1447 kaufte Bochdal von Babic auf Dietkowic den Freihof Vranovice von Heinrich von Wranowic. Im Jahre 1537 gehörte Vranovice zum Gut Tischtin, wenig später wurde das Dorf dem Gut Dietkowic zugeschlagen. 1541 veräußerte Johann Certorejsky von Certorej das Gut Dietkowic mit den Dörfern Dietkowic, Dobrochov und Vranovice sowie der Wüstung Ssyborowice an Johann von Pernstein, der es im Jahr darauf der Stadt Proßnitz verkaufte. Nach der Schlacht am Weißen Berg wurde die Bevölkerung wieder rekatholisiert. Die Pfarrei Vranovice wurde nicht erneuert. Vranovice war zu dieser Zeit nach Proßnitz eingepfarrt; wegen des weiten Kirchweges wurde später bei der Kirche der hl. Kunigunde eine Expositur eingerichtet. Im Jahre 1728 wurde die von Olmütz nach Brünn führende Kaiserstraße fertiggestellt. Die zwischen Kelčice und Vranovice verlaufende Straße brachte nicht nur Kaufleute in die Gegend, sondern in Kriegszeiten auch das Militär.
Im Jahre 1835 bestand das im Olmützer Kreis rechtsseitig der von Olmütz nach Brünn führenden Poststraße gelegene Dorf Wranowitz bzw. Wranowice aus 62 Häusern mit 375 mährischsprachigen Einwohnern. Haupterwerbsquelle bildete die Landwirtschaft. Unter städtischem Patronat standen die Tochterkirche der hl. Kunigunde und die Schule. Bei Wranowitz lag der mit Birken und Lärchen bestockte Proßnitzer Stadtwald. Pfarrort war Urtschitz, der Amtsort Proßnitz. Bis zur Mitte des 19. Jahrhunderts blieb Wranowitz ein Landgut der Stadt Proßnitz.
Nach der Aufhebung der Patrimonialherrschaften bildete Vranovice / Wranowitz ab 1850 eine Gemeinde im Gerichtsbezirk Proßnitz. Ab 1869 gehörte Vranovice zum Bezirk Proßnitz; zu dieser Zeit hatte das Dorf 378 Einwohner und bestand aus 78 Häusern. Im Jahre 1900 lebten in Vranovice 387 Personen; 1910 waren es 401. 1908 wurde in Vranovice eine Pfarrei eingerichtet. Nach dem Ersten Weltkrieg zerfiel der Vielvölkerstaat Österreich-Ungarn, das Dorf wurde 1918 Teil der neu gebildeten Tschechoslowakischen Republik. Beim Zensus von 1921 lebten in den 89 Häusern von Vranovice 403 Tschechen. 1930 bestand Vranovice aus 100 Häusern und hatte 384 Einwohner. Von 1939 bis 1945 gehörte Vranovice / Wranowitz zum Protektorat Böhmen und Mähren. Im Jahre 1950 hatte Vranovice 336 Einwohner. 1964 wurde Vranovice mit Kelčice zu einer Gemeinde Vranovice-Kelčice vereinigt. Zu Beginn der 1970er Jahre erfolgte zwischen Vranovice und Kelčice – parallel zur alten Landstraße – der Bau der Schnellstraße R 46. Beim Zensus von 2001 lebten in den 99 Häusern von Vranovice 289 Personen.

## Ortsgliederung
Der Ortsteil Vranovice bildet einen Katastralbezirk.

## Sehenswürdigkeiten
- Kirche der hl. Kunigunde, auf dem Dorfplatz. Sie ist seit 1399 nachweislich, wurde aber wahrscheinlich in der Mitte des 13. Jahrhunderts, als die Heiligenverehrung der Kunigunde von Luxemburg ihren Höhepunkt fand, geweiht. Sie gilt als zweitälteste Kirche der Region Prostějov. Das Altarblatt schuf Franz Anton Sebastini. Im Blindfenster des Presbyterium befindet sich eine Statue des hl. Johannes von Nepomuk.
- Kapelle im nördlichen Teil des Dorfes
- Gedenkstein für die Gefallenen des Ersten Weltkrieges, an der Kirche
- Naturreservat Blátka mit Resten eines Hainbuchen-Buchenwaldes mit Feuchtgebieten, westlich des Dorfes am Kelčický potok